# Mejser
Mejser (Paridae) er en familie af små, rastløse fugle med ret stort hoved og et kort, men kraftigt næb. Flere arter har mangefarvede fjerdragter. Mejserne er oftest stand- eller strejffugle.
De fleste mejser er hulerugere og er derfor afhængige af hule træer eller andre huller som f.eks musehuller. Topmejsen udhugger selv sit redehul i trøsket træ.
Der er stor konkurrence blandt de hulerugende fugle om et redehul. Derfor begynder mejserne at yngle meget tidligt om foråret for at få et forspring i forhold til andre hulerugende fugle. Musvitten kan f.eks. høres synge allerede fra januar.
De lever både af dyrisk og vegetabilsk føde. Om sommeren æder de insekter, mens de om vinteren især lever af frø.
Om vinteren ses tit blandede mejseflokke, der består af flere forskellige mejsearter. Ofte ses også andre småfugle, f.eks. fuglekonge og træløber.

## Udbredelse
Mejserne er især udbredt i skovområder på den nordlige halvkugle. En del arter findes dog i Asien og Afrika. De mangler helt fra Australien og Mellem- og Sydamerika.
I Danmark forekommer seks mejsearter. To af dem, topmejse og sortmejse, har bredt sig i Danmark i 1800-tallet, da nåleskovsplantager blev almindelige.

## Slægter
Tidligere blev alle de danske mejser henregnet til slægten Parus (halemejse, pungmejse og skægmejse tilhører ikke mejsefamilien). Nye analyser af fuglenes DNA har dog vist, at de bør inddeles i flere små slægter.
- Poecile (15 arter, fx sumpmejse)
- Periparus (6 arter, fx sortmejse)
- Lophophanes (2 arter, fx topmejse)
- Parus (26 arter, fx musvit)
- Cyanistes (3 arter, fx blåmejse)

Desuden findes tre andre slægter med i alt syv arter, der er udbredt i enten Nordamerika eller Asien.
|                                                                           |
| Fyrremejsen (Poecile montanus) her kan være svær at skelne fra Sumpmejsen |

|                               |
| Sumpmejse (Poecile palustris) |